# Flygtning (dokumentarfilm)
Flygtning er en dansk udviklingsbistandsfilm fra 1963 instrueret af Franz Ernst og Bent Børge Larsen.

## Handling
Filmen omhandler flygtningeproblemer i Europa, Afrika, det mellemste Østen og Hong Kong, herunder specielt Dansk Flygtningehjælps arbejde.